# Szudán hadereje
Szudán hadereje a szárazföldi erőkből, a légierőből és a haditengerészetből áll.

## Fegyveres erők létszáma
- Aktív: 117 000 fő

## Szárazföldi erők
Létszám
112 500 fő
Állomány
- 1 páncélos hadosztály
- 1 gépesített hadosztály
- 1 ejtőernyős hadosztály
- 6 gyalogos hadosztály
- 1 műszaki hadosztály
- 8 önálló dandár
- 1 határőr dandár

Felszerelés
- 200 db harckocsi (T–54 és T–55)
- 160 db felderítő harcjármű
- 30 db páncélozott gyalogsági harcjármű (BMP–1)
- 310 db páncélozott szállító jármű
- 465 db tüzérségi löveg: 450 db vontatásos, 15 db önjáró

## Légierő
Létszám
3000 fő
Felszerelés
- 45 db harci repülőgép (F–5, MiG–23, MiG–29, kínai J–6, F–7)
- 3 db bombázó repülőgép (An–24)
- 10 db szállító repülőgép
- 10 db harci helikopter
- 26 db szállító helikopter

## Haditengerészet
Létszám
1500 fő
Hadihajók
- 6 db járőrhajó